# Conchoecia pseudodistophora
Conchoecia pseudodistophora är en kräftdjursart som beskrevs av Rudjakov 1962. Conchoecia pseudodistophora ingår i släktet Conchoecia och familjen Halocyprididae. Inga underarter finns listade i Catalogue of Life.